# Body ballet
Body ballet – to kompleks ćwiczeń fizycznych, łączących elementy baletu klasycznego, pilatesu, jogi i gimnastyki korekcyjnej, dążących do poprawy gibkości i rozciągnięcia, zwiększenia siły mięśniowej, bez zwiększania masy ciała oraz poprawy sylwetki, postawy i kondycji fizycznej. Ćwiczenia odbywają się w rytm muzyki klasycznej, dodatkowo prowadząc do polepszenia nastroju i ogólnego odprężenia.
Jest to szczególnie popularna technika treningu w Rosji, Niemczech i Stanach Zjednoczonych. Ćwiczenia body balletu służą nie tylko jako sport rekreacyjny, lecz stanowią również element rozgrzewki i wprowadzenia do baletu klasycznego, akrobatyki, gimnastyki artystycznej i innych sportów estetycznych.